# Şehzade Ibrahim
 (mars 2020).
Si vous disposez d'ouvrages ou d'articles de référence ou si vous connaissez des sites web de qualité traitant du thème abordé ici, merci de compléter l'article en donnant les références utiles à sa vérifiabilité et en les liant à la section « Notes et références ».
Pour les autres princes portant le même titre, voir Şehzade.
Şehzade Ibrahim (en arabe : شاهزاده إبراهيم), était un prince ottoman, fils d'Orhan, deuxième sultan ottoman, et de son épouse Asporca Hatun. Il fut exécuté sur ordre de son demi-frère cadet Murad Ier, qui revendiquait le trône après la mort de leur père en 1362.

## Biographie
Şehzade Ibrahim était gouverneur d'Eskişehir lors du règne de son père.
Il a été exécuté sur ordre de son frère Mourad Ier, le successeur d'Orhan après avoir conspirer lui et Şehzade Halil contre son frère avec le bey des Karamanides Dâmâd `Ala' al-Dîn `Alî.